# Привольное (Новомосковский район)
Привольное (укр. Привільне) — село,
Попасненский сельский совет, Новомосковский район, Днепропетровская область, Украина.
Код КОАТУУ — 1223286004. Население по переписи 2001 года составляло 85 человек.

## Географическое положение
Село Привольное находится у истоков реки Богатенькая,
на расстоянии в 1 км от села Тарасово.